# Saint-Ouen-en-Brie
Saint-Ouen-en-Brie település Franciaországban, Seine-et-Marne megyében. Lakosainak száma 833 fő (2022. január 1.). Saint-Ouen-en-Brie Aubepierre-Ozouer-le-Repos, Bombon, La Chapelle-Gauthier, Fontenailles, Grandpuits-Bailly-Carrois és Mormant községekkel határos.

## Népesség
A település népessége az elmúlt években az alábbi módon változott:
| Lakosok száma | 858  | 848  | 857  | 836  | 838  | 834  | 834  | 833  | 833  |
|               | 2013 | 2015 | 2016 | 2017 | 2018 | 2019 | 2020 | 2021 | 2022 |